# Банда пастухов Венцоласки
Банда пастухов Венцоласки (фр. Bande des bergers de Venzolasca) — корсиканская организованная преступная группировка, созданная уроженцами села Венцоласка (Верхняя Корсика).

## История
4 апреля 2006 года члены банды по ходу конфликта по поводу установки игровых автоматов у озера Бер убили в марсельском баре Marroniers трёх человек, в том числе известного гангстера Фарида Беррахму. В 2012 году за это тройное убийство лидер банды Анж-Туссен Федеричи был приговорён к тридцати годам лишения свободы.
С сентября 2015 года по июль 2017 года судебная полиция Франции проводила расследование деятельности семьи Федеричи на Корсике, в метрополии и за рубежом.
В 2016 году Жан-Франсуа Федеричи был приговорён к 30 годам тюремного заключения за участие в двойном убийстве.
29 мая 2020 года дело 11 членов банды, в том числе Жана-Франсуа Федеричи, возвращено в уголовный суд по делу. Впервые обвинение им было предъявлено в 2017 году. Жан-Франсуа Федеричи и двое его родственников подозреваются в присвоении доходов парижского игорного клуба Cercle Cadet (ранее Cercle Concorde). Его менеджер Серж Каспарян сообщил следователям, что в период с 2012 по 2014 год у него вымогали деньги в среднем по 120 000 евро в месяц.

## Члены
- Анж-Туссен Федеричи[фр.][1] по прозвищу «Санту» (Santu)[4], в прессе известен как «ATF» — корсиканский гангстер, основатель и глава Банды пастухов Венцоласки[5]. В 2012 году приговорён к тридцати годам тюремного заключения за тройное убийство в бара Marroniers[6].
- Жан-Франсуа Федеричи (Jean-François Federici), в прессе известен как «JFF» — корсиканский гангстер. Находясь в бегах с 2012 по 2015 год, был приговорён к 30 годам лишения свободы за двойное убийство в феврале 2011 года в ходе столкновений между кланами Маттеи и Коста[1][7].

## Деятельность
- Организованное групповое вымогательство
- Незаконные азартные игры
- Операции с недвижимостью
- Контроль государственных закупок
- Убийства и нападения
- Отмывание денег

## Связи с политическими кругами
Согласно прослушке телефонных разговоров полиции от 12 ноября 2015 года, к бандитам за помощью во время предвыборной кампании обращался Доминик Виола по прозвищу «Мими», правая рука Поля Жакобби, тогдашнего президента (PRG) исполнительной власти территориального сообщества Корсики и депутата от Верхней Корсики.

## Связи с бизнес-сообществом
С кланом Федеричи связаны несколько компаний, частности, авиакомпания Casinc’Air. Также Федеричи имели связи с футбольным клубом «Бастия».
Известно, что Анж-Туссен Федеричи в период с ноября 2015 года по июль 2016 года пытался наладить связи с Патриком Рокка, президентом Rocca Group, крупнейшим работодателем Корсики, работающим в сфере транспорта, сбора мусора, строительства, недвижимости и коммерческого развития. В частности, Пьер Федеричи предлагал Патрику Рокке, владельцу франшизы Decathlon на Корсике, открыть магазин бренда к югу от Бастии на одном из земельных участков, принадлежавших банде. 26 декабря 2016 года в офисе Rocca Group произошла ссора между Дэвидом Коста-Долеси, участником клана Федеричи, и Патриком Рокка. За это Давид Коста-Долези был арестован и в феврале 2017 года приговорен к восемнадцати месяцам тюремного заключения.